# Limenitis defasciata
Limenitis defasciata är en fjärilsart som beskrevs av Schultz 1908. Limenitis defasciata ingår i släktet Limenitis och familjen praktfjärilar. Inga underarter finns listade i Catalogue of Life.